# Coppa sabauda
La coppa sabauda o coppa di seirass è un dolce invernale molto diffuso in Piemonte. Il suo nome deriva dal fatto che, in passato, veniva preparato per la famiglia reale dei Savoia.

## Descrizione
È una crema molto semplice e veloce da preparare (sono infatti necessari cinque minuti di preparazione), ottenuta mischiando seirass, tuorli d'uovo, zucchero, uvetta, scorza di limone, panna montata e Marsala. Il dolce viene successivamente lasciato raffreddare per due ore in frigorifero. Idealmente, la coppa sabauda può essere preparata aggiungendovi l'amarena sciroppata, il rum e/o frutti canditi. In assenza del seirass, il dolce può essere preparato usando un qualsiasi tipo di ricotta.
Ne viene consigliato il consumo con il Moscato d'Asti spumante.
Secondo il gastronomo Giovanni Goria, la coppa sabauda «è un dolce fresco e gradito anche dopo un pranzo copioso: quella sua sfumatura di formaggio, ha un sapore antico, casalingo, patriarcale, tanto lontano dalla troppo elaborata pasticceria professionale moderna! Un dolce, insomma, da Langhe e da Monferrato.»